# Augusto Cerino Canova
Augusto Cerino Canova (Parma, 29 luglio 1942 – 16 ottobre 1987) è stato un giurista italiano.

## Biografia
Fra i più brillanti allievi di Aldo Attardi, fu docente di diritto processuale civile nelle università di Parma, Siena e Verona. Nell'ultimo anno della sua vita insegnò diritto fallimentare alla facoltà di giurisprudenza dell'
Università di Padova.
Fu autore di fondamentali opere giuridiche come Offerte dopo l'incanto (1975) e La domanda giudiziale e il suo contenuto (1980).

## Premi a suo nome
- Concorso al premio di studio Prof. Augusto Cerino Canova, su istitutoveneto.it.